# المركز الوطني للنخيل والتمور
المركز الوطني للنخيل والتمور تم إنشائه بتاريخ 1432/09/29 هـ بموجب الأمر السامي رقم 42649، حيث يهدف إلى تطوير وتنمية قطاع النخيل والتمور في المملكة العربية السعودية، والمساهمة في رفع كفاءة الإنتاج وخفض التكلفة، كما يسعى إلى جعل التمور مصدراً أساسياً للدخل القومي، ومادة غذائية تجذب كلاً من المستهلكين العالميين والمحليين. ويرتبط تنظيميًا بوزير البيئة والمياه والزراعة.

## الرؤية
تطوير قطاع التمور والنخيل بحثت تصبح تمور السعودية الخيار الأول عالمياً.

## الرسالة
تكامل منظومة الخدمات الزراعية واللوجستية والتسويقية والمعرفية وبناء التقنيات الحديثة لزيادة الكفاءة الإنتاجية ومعدل استهلاك التمور السعودية محلياً وعالمياً.

## أعضاء مجلس الإدارة
- المهندس/ منصور بن هلال المشيطي، رئيس مجلس الإدارة، معالي نائب وزير البيئة والمياه والزراعة.
- الدكتور/ محمد بن فهد النويران الرئيس التنفيذي.
- الأستاذ/ منير بن فهد السهلي نائب رئيس المجلس مدير عام صندوق التنمية الزراعية.
- الأستاذ/ موفق بن منصور جمال عضو مجلس الإدارة نائب محافظ الهيئة العامة للمنشآت الصغيرة والمتوسطة للقطاعات والمناطق.
- المهندس/ أحمد بن صالح عيادة الخمشي عضو مجلس الإدارة وكيل وزارة البيئة والمياه والزراعة للشؤون الزراعية.
- الدكتور/ سعود بن عبد العزيز المشاري عضو مجلس الإدارة الأمين العام – مجلس الغرف السعودية.
- الأستاذ الدكتور/ راشد بن سلطان العبيد عضو مجلس الإدارة رئيس قسم الإنتاج النباتي كلية علوم الأغذية والزراعة - جامعة الملك سعود.
- الأستاذ / يوسف بن عبد الله الدخيل عضو مجلس الإدارة رئيس الشركة السعودية الأوروبية لتسويق التمور.
- المهندس/ خالد بن عبد الله البراهيم عضو مجلس الإدارة تاجر تمور.
- الدكتور/ إبراهيم بن عبد العزيز التركي عضو مجلس الإدارة رئيس شركة يخضور.
- الأستاذ/ حمد بن عبد العزيز الخالدي عضو مجلس الإدارة مدير عام شركة مصنع تمور الفيصلية بالخرج.
- الدكتور/ عبد الله بن سعيد كدمان عضو مجلس الإدارة رئيس مجلس إدارة مجلس الجمعيات التعاونية.
- المهندس/ خالد بن عبد الله البراهيم عضو مجلس الإدارة تاجر تمور.[2]

## منصة مزارع
هي منصة إلكترونية أطلقها المركز لتنمية قطاع زراعة النخيل عن طريق ربطهم بمقدمي الحلول الزراعية المتعلقة بزراعة النخيل، وتعمل المنصة على تمكين وصول المزارعين إلى المنتجات الداعمة لسلسلة القيمة، وتنمية وتطوير زراعة النخيل في المملكة.

## المؤتمر والمعرض الدولي للتمور
يأتي معرض عالم التمور تعزيزاً للجهود المبذولة لإبراز التمور كرمز للتراث والثقافة السعودية، والتشجيع على اكتشاف وتذوق التمور بطريقة مبتكرة وجذابة، وتحقيق التوعية حول المنتجات القائمة على التمور، لتعزيز الشراكات الرامية لتنمية القطاعات غير النفطية، وفق مستهدفات رؤية السعودية 2030. وفي نسخته الرابعة (7 ديسمبر2023 حتى 14 ديسمبر2023) أفتتح المعرض وزير البيئة والمياه والزراعة المهندس عبدالرحمن الفضلي وبحضور ومشاركة عدد من وزراء الزراعة ونخبة من قادة مجال الصناعات الغذائية، ورواد الأعمال، والطهاة المحليين والدوليين. ، المعرض ينظمه المركز الوطني للنخيل والتمور، بواجهة الرياض للمعارض والمؤتمرات، واجتمعت 6 مطابخ عالمية في الرياض، لتقدم تجارب فريدة في تذوق الأطباق المعتمدة في طهيها على التمور السعودية، منها الشعبية والمحلية، والأخرى العالمية المبتكرة.